# Costa do Marfim nos Jogos Olímpicos de Verão de 2024
Costa do Marfim participou dos Jogos Olímpicos de Verão de 2024, realizados em Paris, na França. Foi a 15.ª aparição do país nos Jogos Olímpicos desde a estreia em Tóquio 1964, sendo representado por onze atletas que competiram em quatro esportes.
Conquistou uma única medalha, de bronze, com Cheick Sallah Cissé na categoria acima de 80 kg masculino do taekwondo.

## Medalhas
| Atleta              | Esporte   | Evento                  | Medalha |
| ------------------- | --------- | ----------------------- | ------- |
| Cheick Sallah Cissé | Taekwondo | Mais de 80 kg masculino | Bronze  |

## Competidores
Esta foi a participação por modalidade nesta edição:
| Esporte   | Masculino | Feminino | Total |
| --------- | --------- | -------- | ----- |
| Atletismo | 2         | 4        | 6     |
| Esgrima   | 1         | 1        | 2     |
| Judô      | 0         | 1        | 1     |
| Taekwondo | 1         | 2        | 3     |
| Total     | 4         | 8        | 12    |

## Desempenho

### Atletismo
- Q = Qualificado para a próxima fase
- q = Qualificado para a próxima fase como o perdedor mais rápido ou, em eventos de campo, pela posição sem atingir o alvo para qualificação
- N/A = Fase não aplicável para o evento
- Bye = Atleta não precisou disputar aquela fase

Masculino
Eventos de pista
| Atleta          | Evento | Preliminar | Preliminar | Baterias | Baterias | Repescagem  | Repescagem  | Semifinal   | Semifinal   | Final       | Final       | Ref.  |
| Atleta          | Evento | Tempo      | Pos.       | Tempo    | Pos.     | Tempo       | Pos.        | Tempo       | Pos.        | Tempo       | Pos.        | Ref.  |
| --------------- | ------ | ---------- | ---------- | -------- | -------- | ----------- | ----------- | ----------- | ----------- | ----------- | ----------- | ----- |
| Arthur Cissé    | 100 m  | Bye        | Bye        | 10.31    | 5        | Não avançou | Não avançou | Não avançou | Não avançou | Não avançou | Não avançou | [ 5 ] |
| Cheickna Traore | 200 m  | N/A        | N/A        | 20.54    | 6        | DNS         | DNS         | Não avançou | Não avançou | Não avançou | Não avançou | [ 6 ] |

Feminino
Eventos de pista
| Atleta                                                               | Evento  | Preliminar | Preliminar | Baterias | Baterias | Repescagem  | Repescagem  | Semifinal   | Semifinal   | Final       | Final       | Ref.                     |
| Atleta                                                               | Evento  | Tempo      | Pos.       | Tempo    | Pos.     | Tempo       | Pos.        | Tempo       | Pos.        | Tempo       | Pos.        | Ref.                     |
| -------------------------------------------------------------------- | ------- | ---------- | ---------- | -------- | -------- | ----------- | ----------- | ----------- | ----------- | ----------- | ----------- | ------------------------ |
| Marie-Josée Ta Lou                                                   | 100 m   | Bye        | Bye        | 10.81    | 1 Q      | N/A         | N/A         | 11.01       | 2 Q         | 13.84       | 8           | [ 7 ]                    |
| Marie-Josée Ta Lou                                                   | 200 m   | N/A        | N/A        | DNS      | DNS      | Não avançou | Não avançou | Não avançou | Não avançou | Não avançou | Não avançou | [ 7 ]                    |
| Maboundou Koné                                                       | 100 m   | Bye        | Bye        | 11.17    | 4        | N/A         | N/A         | Não avançou | Não avançou | Não avançou | Não avançou | [ 8 ]                    |
| Maboundou Koné                                                       | 200 m   | N/A        | N/A        | 22.87    | 4        | 22.89       | 1 Q         | 22.65       | 5           | Não avançou | Não avançou | [ 8 ]                    |
| Jessika Gbai                                                         | 200 m   | N/A        | N/A        | 22.61    | 2 Q      | Bye         | Bye         | 22.36       | 3 q         | 22.70       | 8           | [ 9 ]                    |
| Murielle Ahouré-Demps Jessika Gbai Maboundou Koné Marie Josée Ta Lou | 4x100 m | N/A        | N/A        | DSQ      | DSQ      | N/A         | N/A         | N/A         | N/A         | Não avançou | Não avançou | [ 7 ] [ 8 ] [ 9 ] [ 10 ] |

### Esgrima
Masculino
| Atleta          | Evento  | Fase de 32             | Oitavas de final     | Quartas de final     | Semifinal            | Final                | Final       | Ref.   |
| Atleta          | Evento  | Adversário Resultado   | Adversário Resultado | Adversário Resultado | Adversário Resultado | Adversário Resultado | Pos.        | Ref.   |
| --------------- | ------- | ---------------------- | -------------------- | -------------------- | -------------------- | -------------------- | ----------- | ------ |
| Jérémy Keryhuel | Florete | USA A Massialas D 3–15 | Não avançou          | Não avançou          | Não avançou          | Não avançou          | Não avançou | [ 11 ] |

Feminino
| Atleta         | Evento  | Fase de 32           | Oitavas de final     | Quartas de final     | Semifinal            | Final                | Final       | Ref.   |
| Atleta         | Evento  | Adversário Resultado | Adversário Resultado | Adversário Resultado | Adversário Resultado | Adversário Resultado | Pos.        | Ref.   |
| -------------- | ------- | -------------------- | -------------------- | -------------------- | -------------------- | -------------------- | ----------- | ------ |
| Maxine Esteban | Florete | FRA P Ranvier D 7–15 | Não avançou          | Não avançou          | Não avançou          | Não avançou          | Não avançou | [ 12 ] |

### Judô
Feminino
| Atleta           | Evento    | Primeira fase         | Oitavas              | Quartas              | Semifinais           | Repescagem           | Final / DB           | Final / DB | Ref.   |
| Atleta           | Evento    | Adversário Resultado  | Adversário Resultado | Adversário Resultado | Adversário Resultado | Adversário Resultado | Adversário Resultado | Pos.       | Ref.   |
| ---------------- | --------- | --------------------- | -------------------- | -------------------- | -------------------- | -------------------- | -------------------- | ---------- | ------ |
| Zouleiha Dabonne | Até 57 kg | UZB S Aminova D 00–10 | Não avançou          | Não avançou          | Não avançou          | Não avançou          | Não avançou          | =17        | [ 13 ] |

### Taekwondo
Masculino
| Atleta              | Evento        | Oitavas                    | Quartas              | Semifinais             | Repescagem           | Final / DB           | Final / DB        | Ref.   |
| Atleta              | Evento        | Adversário Resultado       | Adversário Resultado | Adversário Resultado   | Adversário Resultado | Adversário Resultado | Pos.              | Ref.   |
| ------------------- | ------------- | -------------------------- | -------------------- | ---------------------- | -------------------- | -------------------- | ----------------- | ------ |
| Cheick Sallah Cissé | Mais de 80 kg | EOR K Mehdipournejad V 2–0 | USA J Healy V 2–0    | GBR C Cunningham D 1–2 | Bye                  | MEX C Sansores V 2–1 | Medalha de bronze | [ 14 ] |

Feminino
| Atleta        | Evento        | Oitavas              | Quartas              | Semifinais           | Repescagem           | Final / DB           | Final / DB | Ref.   |
| Atleta        | Evento        | Adversário Resultado | Adversário Resultado | Adversário Resultado | Adversário Resultado | Adversário Resultado | Pos.       | Ref.   |
| ------------- | ------------- | -------------------- | -------------------- | -------------------- | -------------------- | -------------------- | ---------- | ------ |
| Ruth Gbagbi   | Até 67 kg     | HUN V Márton D 1–2   | Não avançou          | Não avançou          | USA K Teachout D 1–2 | Não avançou          | =7         | [ 15 ] |
| Astan Bathily | Mais de 67 kg | UZB S Osipova D 1–2  | Não avançou          | Não avançou          | GBR R McGowan D 0–2  | Não avançou          | =7         | [ 16 ] |